# DeepSea Mining Alliance
Der Verein DeepSea Mining Alliance e.V. (DSMA) wurde am 9. April 2014 in Hamburg gegründet, um Tiefsee-Bergbau-Innovationen auf der Grundlage von gemeinsamen Forschungsprojekten zu unterstützen. Anfang 2016 hatte die DSMA 24 Mitglieder, die vorwiegend aus dem Industriebereich stammen.

## Ziele
Ein wichtiges Ziel ist es, dass deutsche Firmen Vorreiter für hohe Standards im umweltverträglichen Tiefseebergbau werden. Dazu gehört die nachhaltige Exploration, der umweltfreundliche Abbau unter Wasser, die Förderung an Bord der Spezialschiffe sowie die umfassende Aufbereitung der marinen mineralischen Rohstoffe. Weitere Ziele sind die Interessenvertretung gegenüber der Politik, Wirtschaft, Wissenschaft und Gesellschaft und die Versorgungssicherheit bei hochwertigen Metallrohstoffen.

## Hintergrund
Deutschland verfügt bei der Internationalen Meeresbodenbehörde seit 2006 im Pazifik über eine Explorationslizenz für Manganknollen. Seit  2015 kam eine zweite Explorationslizenz für Massivsulfide im Indischen Ozean dazu.
Deutsche Unternehmen spielen bisher im sich schnell entwickelnden Markt für Tiefseebergbau eine untergeordnete Rolle. Der Verein soll das ändern, den umweltverträglichen Tiefseebergbaus weiterentwickeln und realisieren, auch um zur Versorgungssicherheit bei hochwertigen Metallrohstoffen zu dienen.
Zum Tiefseebergbau gehören die Technologien für den Abbau, Förderung sowie die Aufbereitung von marinen mineralischen Rohstoffen. Sie stellen bisher nicht erschlossene Quellen für Deutschland dar. Deutschland ist als Industrie- und starkes Exportland in hohem Maße von der Einfuhr wichtiger Metallrohstoffe und seltener Erden abhängig.